# Гай Лициний Сацердот
Гай Лици́ний Сацердо́т (лат. Gaius Licinius Sacerdos; умер после 54 года до н. э.) — римский политический деятель и военачальник из плебейского рода Лициниев, претор 75 года до н. э., наместник Сицилии в 74—73 годах до н. э., участник войны с пиратами на острове Крит. Неудачно претендовал на консулат 63 года до н. э.

## Биография
Гай Лициний принадлежал к плебейскому роду, упоминающемуся в источниках, по крайней мере, с III века до н. э. Благодаря одной надписи известно, что его отец носил тот же преномен; Тимоти Уайзмен предположил, что среди Лициниев Сацердотов именно Гай Лициний-старший стал первым сенатором (около 100 года до н. э.). Дедом Лициния-младшего, предположительно, был Гай Лициний Сацердот, которого античные авторы упоминают в связи с цензурой Публия Корнелия Сципиона Эмилиана (142 год до н. э.).
В 75 году до н. э. Гай Лициний занимал должность городского претора (praetor urbanus), а по истечении полномочий стал наместником провинции Сицилия. На обоих этих постах он оказался предшественником Гая Лициния Верреса и по сравнению с этим нобилем, прославившимся своими бесчинствами, выглядел позже как весьма честный магистрат. Античные авторы рассказывают о многочисленных шутках, связанных с когноменами Сацердота и Верреса (Sacerdos — «жрец», Verres — «кабан»). Римляне «кляли Сацердота за то, что он не заколол такого негодного Верреса», говорили, «что тот худой был жрец, который оставил после себя столь вредного зверя».
Сацердот вернулся в Рим из Сицилии не позже середины октября 73 года до н. э.: он присутствовал при обсуждении в сенате обращения граждан Оропа. Благодаря беглому упоминанию в одной из речей Марка Туллия Цицерона известно, что Гай Лициний служил на Крите легатом под началом Квинта Цецилия Метелла (впоследствии Критского), когда последний воевал с пиратами (в 69 или 68 году до н. э.). В 64 году до н. э. он снова находился в Риме и баллотировался в консулы, причём делал это первым в своей ветви Лициниев. Всего было семь соискателей: ещё четверо плебеев (Гай Антоний Гибрида, Марк Туллий Цицерон, Квинт Корнифиций и Луций Кассий Лонгин) и двое патрициев — Луций Сергий Катилина и Публий Сульпиций Гальба. Сацердот проиграл выборы, заняв по результатам голосования максимум четвёртое место (после Цицерона, Антония и Катилины).
Известно, что в 54 году до н. э. Гай Лициний был ещё жив: Цицерон упоминает его как живущего человека в своей речи в защиту Гнея Планция.